# 이상형묘비
이상형묘비는 대한민국 전북특별자치도 임실군 운암면에 있는, 1649년에 건립된 독전어사 충경공 이상형의 묘비이다. 2015년 7월 23일 임실군의 향토문화유산(기념물) 제1호로 지정되었다.

## 개요
'이상형묘비'는 이상형 선생이 죽은 지 4년 후인 1649년에 세워진 것으로 신독재 김집 선생이 글을 짓고 동춘당 송준길 선생이 글을 쓴 것으로 비신과 개석이 일체형이며 개석에 해당하는 부분은 연꽃무늬가 선명하게 새겨져 있다.
이상형(李尙馨, 1585~1645)은 본관이 전주이고 임실군 오수면 둔덕리 출신으로 효령대군의 7대손이며 춘성군 이담손의 4대손으로 어려서 활계 이대유 선생에게 학문을 배워 1612년 진사시에 입격했다.
그후 29세부터 사계 김장생의 문하에 출입해 인조반정 이후인 1625년 별시문과에 급제했으며 광해군의 인목대비 폐비에 반발해 광인행세를 했던 태인의 7광(七狂) 중에 한 명으로 1636년에는 척화(斥和)를 주장했고, 남한산성에서 항전할 때 독전어사를 지내 1855년 충경(忠景)이라는 시호가 내려졌다.